# 아유브 가드파
아유브 가드파 드리시 엘 아이사우이(스페인어: Ayoub Ghadfa Drissi El Aissaoui, 1998년 6월 14일~)는 스페인의 권투 선수이다. 2024년 하계 올림픽에서 슈퍼헤비급 은메달을 획득했으며 세계 선수권 대회에서 동메달 1개를 획득했다.